# Nicolò Longobardo
Nicolò Longobardo, znany także jako Long Huamin, chiń. 龍華民 (ur. 10 września 1565/1567 w Caltagirone, zm. 1 września 1654 lub 11 grudnia 1655 w Pekinie) – włoski teolog, misjonarz i jezuita. Działał w Chinach, był przełożonym tutejszej misji katolickiej. To dzięki niemu Chiny stały się odrębną od Japonii prowincja kościelną. Był przeciwnikiem daleko posuniętej inkulturacji i w tak zwanym sporze o ryt chiński prezentował pogląd, iż nie należy używać chińskich nazw odpowiadających łacińskim określeniom religijnym.
Longobardo wywodził się z bogatej rodziny sycylijskich patrycjuszy. Do zakonu jezuitów wstąpił w 1582 roku i rozpoczął wówczas standardową drogę edukacji. Otrzymał święcenia kapłańskie między 1590 a 1593 rokiem. Nie wiadomo kiedy dokładnie, ani dlaczego zainteresował się misjami prowadzonymi przez jezuitów na Dalekim Wschodzie. Faktem jest jednak, że chciał wziąć udział w misji i zwrócił się z prośbą do przełożonych o wydanie zgody na wyjazd do Chin. Jego prośba została spełniona i 10 kwietnia 1596 roku wyruszył na Wschód. Do Makau dotarł 20 lipca 1597 roku. W grudniu tego samego roku rozpoczął pracę misyjną w Shaoguan, trwała ona do 1611 roku. Po śmierci Metteo Ricciego w 1610 roku, został mianowany przełożonym misji jezuickiej w Chinach. Pod jego kierownictwem działalność misyjna jezuitów w Chinach nabrała rozpędu. W 1613 roku wysłał do Europy Nicolasa Trigaulta, którego zadaniem było uzyskanie zgody na reformę administracyjną misji i pozyskanie dla niej nowych zasobów. Papiestwo zgodziło się na wyłączenie prowincji chińskiej spod jurysdykcji japońskiej, w wyniku czego powstała niezależna wiceprowincja chińska. Trigault zrealizował również swoje drugie zadanie. Udało mu się bowiem zachęcić kolejnych, wykształconych jezuitów do przyjazdu do Chin. Zgromadził także wiele przyrządów naukowych oraz ksiąg religijnych i naukowych. To właśnie ze względu na wysoki poziom wykształcenia i biegłość w różnych dziedzinach nauki jezuici byli cenieni przez chińskie elity rządzące.
W 1619 roku Longobardo razem z Pierre’em Van Spierem założył ośrodek misyjny w Shaanxi. W 1621 roku działał w Hangzhou. W 1622 roku władze zakonu postanowiły, iż nowym przełożonym misji będzie Giovanni Aroccia. Od tamtej pory Longobardo poświęcił się całkowicie pracy misyjnej i teologicznej. W 1636 roku założył kolejny ośrodek misyjny, tym razem w prowincji Szantung. Jego działalność koncentrowała się na Jinan i Qingzhou. Mimo dużych sukcesów i postępów w ewangelizacji, między jezuitami w Chinach doszło do sporu. Jego przedmiotem była kwestia, na ile nauczanie katolickie należało dopasować do miejscowej kultury. Bezpośrednią przyczyną tak zwanego sporu o ryt chiński było nazewnictwo. Ricci i część jego następców uważali, że należy użyć pojęć chińskich, odpowiadających łacińskim określeniom. Dzięki temu Chińczycy mieli łatwiej przyswajać sobie wiedzę o chrześcijaństwie, dzięki czemu proces ewangelizacji byłby szybszy i skuteczniejszy. Longobardo postrzegał jednak chińskie systemy filozoficzno-religijne, zależnie od nurtu, jako w dużej mierze ateistyczne lub pogańskie. Uważał zatem, że zapożyczanie z nich określeń może spowodować wypaczenie doktryny katolickiej, a co za tym idzie – chińscy chrześcijanie nie będą wierzyli w to samo co ich łacińscy współwyznawcy. Poglądy Longobardo spotkały się z poparciem ze strony João Rodriguesa i Sabatino de Ursisa. Głównymi krytykami Longobardo byli natomiast Alfonso Vagnone i Nicolas Trigault. Spór doprowadził do długiej dysputy teologicznej i językowej, a obydwie strony napisały kilka dzieł na poparcie swoich tez. Odegrały one znaczną rolę w dalszych sporach dotyczących tak zwanego rytu chińskiego, które ciągnęły się niemal przez cały okres pobytu misjonarzy w Chinach.
Longobardo zmarł w wieku około 95 lat. Na jego pogrzebie obecni byli dostojnicy chińscy wysłani przez cesarza Shunzhi. Dwór cesarski dołożył również 300 srebrnych taeli na pokrycie kosztów uroczystości.